# Puchar Świata Juniorów w saneczkarstwie (tory naturalne) 2019/2020
Sezon 2019/2020 Pucharu Świata Juniorów w saneczkarstwie na torach naturalnych – 6. sezon w historii Pucharu Świata Juniorów w saneczkarstwie na torach naturalnych rozpoczął się 30 grudnia 2019 roku w austriackiej miejscowości Obdach-Winterleiten. Ostatnie zawody z tego cyklu zostały rozegrane 26 stycznia 2020 roku na torze w austriackim Sankt Sebastian. Rozegrano cztery konkursy w czterech miejscowościach.
Podczas sezonu 2019/2020 odbyła się jedna ważna impreza w randze juniorów. To Mistrzostwa Świata Juniorów, które zostały rozegrane na torze, w austriackim Sankt Sebastian.
W klasyfikacji kobiet zwyciężyła Niemka Lisa Walch, u mężczyzn wygrał Włoch Daniel Gruber, a najlepsi w dwójkach okazali się Austriacy Maximilian Pichler i Matthias Pichler.

## Kalendarz zawodów Pucharu Świata
| Lp.                                           | Data                | Miejscowość         | Konkurencja      | 1 miejsce                                      | 2 miejsce                                       | 3 miejsce                                   |
| --------------------------------------------- | ------------------- | ------------------- | ---------------- | ---------------------------------------------- | ----------------------------------------------- | ------------------------------------------- |
| 1. PŚ                                         | 30–31 grudnia 2019  | Obdach-Winterleiten | Jedynki kobiet   | Lisa Walch                                     | Nadine Staffler                                 | Riccarda Rütz                               |
| 1. PŚ                                         | 30–31 grudnia 2019  | Obdach-Winterleiten | Jedynki mężczyzn | Fabian Achenrainer                             | Florian Haselrieder                             | Fabian Brunner                              |
| 1. PŚ                                         | 30–31 grudnia 2019  | Obdach-Winterleiten | Dwójki mężczyzn  | Austria Fabian Achenrainer · Simon Achenrainer | Austria Maximilian Pichler · Matthias Pichler   | Austria Florian Freigassner · Raphael Walch |
| 2. PŚ                                         | 4–5 stycznia 2020   | Jaufental           | Jedynki kobiet   | Nadine Staffler                                | Riccarda Rütz                                   | Vanessa Markt                               |
| 2. PŚ                                         | 4–5 stycznia 2020   | Jaufental           | Jedynki mężczyzn | Florian Haselrieder                            | Daniel Gruber                                   | Fabian Brunner                              |
| 2. PŚ                                         | 4–5 stycznia 2020   | Jaufental           | Dwójki mężczyzn  | Austria Maximilian Pichler · Matthias Pichler  | Słowenia Bine Mekina · Blaž Mekina              | Włochy Fabian Brunner · Alex Oberhofer      |
| 3. PŚ                                         | 18-19 stycznia 2020 | Laas                | Jedynki kobiet   | Nadine Staffler                                | Lisa Walch                                      | Riccarda Rütz                               |
| 3. PŚ                                         | 18-19 stycznia 2020 | Laas                | Jedynki mężczyzn | Daniel Gruber                                  | Florian Haselrieder                             | Fabian Brunner                              |
| 3. PŚ                                         | 18-19 stycznia 2020 | Laas                | Dwójki mężczyzn  | Austria Maximilian Pichler · Matthias Pichler  | Rosja Władimir Lewiczew · Wiaczesław Kudriawcew | Włochy Fabian Brunner · Alex Oberhofer      |
| 4. PŚ                                         | 25-26 stycznia 2020 | Sankt Sebastian     | Jedynki kobiet   | Lisa Walch                                     | Riccarda Rütz                                   | Vanessa Markt                               |
| 4. PŚ                                         | 25-26 stycznia 2020 | Sankt Sebastian     | Jedynki mężczyzn | Daniel Gruber                                  | Miguel Brugger                                  | Florian Haselrieder                         |
| 4. PŚ                                         | 25-26 stycznia 2020 | Sankt Sebastian     | Dwójki mężczyzn  | Austria Maximilian Pichler · Matthias Pichler  | Rosja Władimir Lewiczew · Wiaczesław Kudriawcew | Słowenia Bine Mekina · Blaž Mekina          |
| Mistrzostwa Świata Juniorów – Sankt Sebastian |                     |                     |                  |                                                |                                                 |                                             |

## Klasyfikacje

### Jedynki kobiet
| 1.    | Lisa Walch              | Niemcy  | 1.  | 4.  | 2.  | 1.  | 345 |
| 2.    | Nadine Staffler         | Włochy  | 2.  | 1.  | 1.  | 7.  | 331 |
| 3.    | Riccarda Rütz           | Austria | 3.  | 2.  | 3.  | 2.  | 310 |
| 4.    | Vanessa Markt           | Austria | 5.  | 3.  | 5.  | 3.  | 250 |
| 5.    | Lea Stangl              | Włochy  | 4.  | 5.  | 4.  | 4.  | 235 |
| 6.    | Sarah Schiller          | Niemcy  | 7.  | 7.  | 6.  | 6.  | 192 |
| 7.    | Manuela Rubatscher      | Włochy  | 6.  | 6.  | 8.  | 10. | 178 |
| 8.    | Jenny Castiglioni       | Włochy  | 10. | 8.  | 9.  | 5.  | 172 |
| 9.    | Julia Trocker           | Włochy  | 11. | 9.  | 6.  | 8.  | 165 |
| 10.   | Katharina Hofer         | Włochy  | 9.  | 11. | 11. | 9.  | 146 |
| . . . |                         |         |     |     |     |     |     |
| 12.   | Klaudia Natalia Promny  | Polska  | 13. | 15. | 17. | 14. | 108 |
| 20.   | Paulina Lipińska        | Polska  | –   | –   | 20. | 19. | 43  |
| 21.   | Julia Płowy             | Polska  | 8.  | –   | –   | –   | 42  |
| 22.   | Nina Ewelina Rinchowska | Polska  | –   | 24. | 21. | –   | 37  |

### Mężczyźni
| 1.    | Daniel Gruber               | Włochy  | 4.  | 2.  | 1.  | 1.  | 345 |
| 2.    | Florian Haselrieder         | Włochy  | 2.  | 1.  | 2.  | 3.  | 340 |
| 3.    | Fabian Brunner              | Włochy  | 3.  | 3.  | 3.  | 4.  | 270 |
| 4.    | Miguel Brugger              | Austria | 5.  | 5.  | 6.  | 2.  | 245 |
| 5.    | Sebastian Feldhammer        | Austria | 6.  | 7.  | 4.  | 6.  | 206 |
| 6.    | Maximilian Grunser          | Włochy  | 18. | 4.  | 5.  | 5.  | 193 |
| 7.    | Anton Gruber Genetti        | Włochy  | 9.  | 6.  | 10. | 7.  | 171 |
| 8.    | Alex Oberhofer              | Włochy  | 15. | 10. | 9.  | 9.  | 140 |
| 9.    | Hannes Unterholzner         | Włochy  | 12. | 13. | 8.  | 12. | 136 |
| 10.   | Simon Achenrainer           | Austria | 13. | 9.  | 19. | 8.  | 133 |
| . . . |                             |         |     |     |     |     |     |
| 40.   | Sylwester Roman Jadwiszczok | Polska  | –   | 43. | 35. | 33. | 15  |
| 44.   | Szymon Jan Majdak           | Polska  | 29. | –   | –   | –   | 12  |
| 46.   | Konrad Stano                | Polska  | 31. | –   | –   | –   | 10  |
| 53.   | Kacper Adamski              | Polska  | –   | –   | 37. | –   | 4   |
| 55.   | Oskar Malorny               | Polska  | –   | 41. | –   | –   | 1   |

### Dwójki mężczyzn
| Miejsce | Zawodnicy                                  | Reprezentacja | OB-WI | JAU | LAA | STS | Punkty |
| ------- | ------------------------------------------ | ------------- | ----- | --- | --- | --- | ------ |
| 1.      | Maximilian Pichler Matthias Pichler        | Austria       | 2.    | 1.  | 1.  | 1.  | 385    |
| 2.      | Władimir Lewiczew Wiaczesław Kudriawcew    | Rosja         | 6.    | 4.  | 2.  | 2.  | 280    |
| 3.      | Bine Mekina Blaž Mekina                    | Słowenia      | 4.    | 2.  | 4.  | 3.  | 275    |
| 4.      | Fabian Brunner Alex Oberhofer              | Włochy        | –     | 3.  | 3.  | 4.  | 200    |
| 5.      | Anton Gruber Genetti Hannes Unterholzner   | Włochy        | 7.    | 5.  | 7.  | 7.  | 193    |
| 6.      | Myrosław Łenko Iwan Łenko                  | Ukraina       | 5.    | –   | 6.  | 9.  | 144    |
| 7.      | Florian Freigassner Raphael Walch          | Austria       | 3.    | –   | –   | 5.  | 125    |
| 8.      | Aleksiej Chabibułin Andriej Kałoszin       | Rosja         | –     | –   | 5.  | 6.  | 105    |
| 9.      | Fabian Achenrainer Simon Achenrainer       | Austria       | 1.    | –   | –   | –   | 100    |
| 10.     | Sylwester Roman Jadwiszczok Kacper Adamski | Polska        | –     | –   | 8.  | 8.  | 84     |
| 11.     | Oskar Malorny Sylwester Roman Jadwiszczok  | Polska        | 8.    | –   | –   | –   | 42     |